# Ronald Fagúndez
Ronald Fagúndez, vollständiger Name Ronald Daian Fagúndez Olivera, (* 12. Mai 1979 in Montevideo) ist ein ehemaliger uruguayischer Fußballspieler.

## Karriere
Der 1,82 Meter große Mittelfeldakteur Fagúndez gehörte zu Beginn seiner Karriere von 2000 bis Ende 2003 dem Kader der Mannschaft von Huracán Buceo an. Mindestens in der Apertura 2003 erzielte er zwei Treffer in der Segunda División. Anschließend spielte er bis in den November 2008 bei PSM Makassar in Indonesien. Sodann trat er ein bis in den August 2009 währendes Engagement bei Persik Kediri an. Von dort wechselte er im selben Monat zu Persisam. Für den Klub aus Bali absolvierte er insgesamt 71 Partien in der Indonesia Super League und schoss acht Tore. Anfang Januar 2013 schloss er sich PSIS Semarang an.